# ボリビア関係記事の一覧
ボリビア関係記事の一覧（ボリビアかんけいきじのいちらん）
ボリビアの関係記事の一覧。50音順の一覧についてはCategory:ボリビアを参照。

## 国内の地名など
- ラパス
- サンタ・クルス・デ・ラ・シエラ
- コチャバンバ
- スクレ
- オルロ
- ポトシ
- タリハ
- トリニダ
- コビハ
- チュキサカ
- ベニ県
- ベニ川
- パンド
- タラブコ
- リベラルタ
- オキナワ移住地
- サンフアン移住地
- チチカカ湖
- ティアワナコ
- スリキ島
- ウユニ
- アンデス山脈
- アルティプラーノ
- エル・アルト
- イリマニ
- ワイナ・ポトシ
- チャカルタヤ
- サハマ山
- グランチャコ
- コージャ
- カンバ (ボリビア)

## 習俗・習慣など
- オルロのカーニバル
- タラブコの祭り
- 謝肉祭
- フォルクローレ
- ケーナ
- サンポーニャ
- チャランゴ
- ボンボ
- コンドルは飛んでいく
- ティンク
- リャメラダ（リャマ）
- スーリシクーリ
- パチャママ
- エケコ（アラシタの祭）
- カリャワヤ
- アンデス文明
- アイリュ
- ウィファラ

## 食文化
- コカ
- チチャ
- フリカセ
- マハオ
- サイセ
- シルパンチョ
- パパ・アラワンカイナ
- ヤホァ（サルサ）
- 唐辛子
- アヒ・アマリージョ
- ロコト
- ウルピカ
- チューニョ (ジャガイモ)
- チョクロ（ジャイアントコーン）
- チャルケ（ジャーキー）
- キヌア

## 歴史など
- プレ・インカ
- インカ帝国
- テロリズム(ボリビア・チキトスの事例)
- 独立記念日 - 1825年8月6日
- 太平洋戦争 (1879年-1884年) - 1879年
- バルパライソ条約 - 1884年
- チャコ戦争 - 1932年
- ブエノスアイレス講和条約 - 1938年
- 日本国との平和条約
- トラテロルコ条約 - 1967年
- コチャバンバ水紛争 - 2000年
- ボリビアガス紛争 - 2003年-2005年

## 民族・言語など
- アイマラ
- ケチュア
- グアラニー族
- グアラニー語
- インディオ
- メスティーソ
- チョロ
- チョリータ
- スペイン語
- 日系ボリビア人
- 日本人街
- ボリビア人

## 近隣の国
- ブラジル
- パラグアイ
- アルゼンチン
- チリ
- ペルー
- 南アメリカ
- ラテンアメリカ

## 人物
- ボリビアの大統領
- ボリビアの副大統領（英語版）
- シモン・ボリバル
- アントニオ・ホセ・デ・スクレ
- ビクトル・パス・エステンソロ
- ウゴ・バンセル・スアレス
- ハイメ・パス・サモラ
- ゴンサロ・サンチェス・デ・ロサダ
- カルロス・メサ・ヒスベルト
- エドゥアルド・ロドリゲス・ベルツェ
- エボ・モラレス
- チェ・ゲバラ
- フェルッチオ・ランボルギーニ
- ブッチ・キャシディ
- サンダンス・キッド
- エルンスト・レーム
- フリオ・セザール・バルディビエソ

## 動物
- リャマ
- アルパカ
- グアナコ
- クルペオギツネ
- レア (鳥類)
- コンドル
- カンムリカラカラ
- アルマジロ
- ボリビアリスザル
- ヘラクレスオオカブト
- サタンオオカブト
- パンカブト
- ヒルタスヘラヅノカブト
- エンマクワガタ属
- モルフォチョウ属
- チチカカオレスティア

## スポーツ
- 南米サッカー連盟
- コパ・アメリカ
- 1930 FIFAワールドカップ
- 1950 FIFAワールドカップ
- 1994 FIFAワールドカップ
- キリンカップ・サッカー
- フリオ・セザール・バルディビエソ
- サッカーボリビア代表
- アカデミア・タウイチ・アギレラ

## その他
- メルコスール
- 南米共同体
- ボリビアーノ
- パンアメリカンハイウェイ
- ボリビアの国歌
- BO
- ボリビアのイスラム教
- ボリビアの軍事（陸軍・海軍・空軍）
- TAM（旅客空輸会社）/ TAB（貨物空輸会社）
- エル・アルト国際空港：ラパスの国際空港
- ビル・ビル国際空港：サンタ・クルス・デ・ラ・シエラの国際空港